# Florence E. S. Knapp

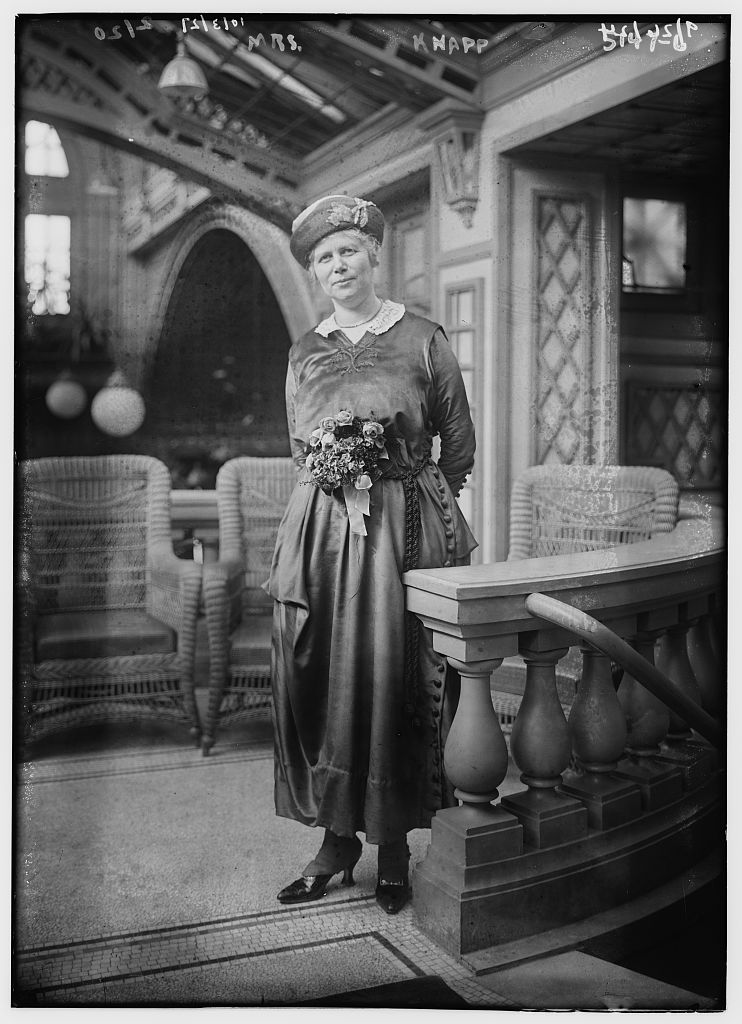
Florence E. S. Knapp

Florence Elizabeth Knapp (* um 1875 in Syracuse, New York; † 26. Oktober 1949 in Marcy, New York; geborene Smith) war eine US-amerikanische Politikerin (Republikanische Partei). Sie war die erste Frau, die ein Staatsamt in New York bekleidete.

## Werdegang
Florence Elizabeth Smith stammte von Ebenezer Hancock ab, dem Bibliothekar der Harvard University und Bruder von John Hancock. Über ihre Jugendjahre ist nichts bekannt. Irgendwann heiratete sie Philip Schuyler Knapp († 1913). 1920 wurde ihr von der Syracuse University ein Bachelor of Science in Bildung ehrenhalber verliehen. Sie nahm 1920 als Delegierte an der Republican National Convention in Chicago (Illinois) teil und 1924 als Ersatzdelegierte (Alternate Delagate) an der Republican National Convention in Cleveland (Ohio).
Smith wurde 1924 zum Secretary of State von New York gewählt – ein Posten, den sie von 1925 bis 1927 innehatte. Nach dem Ende ihrer Amtszeit wurde sie der Veruntreuung angeklagt. Als Folge davon trat sie von ihren Posten als Dekanin am College of Home Economics an der Syracuse University zurück. Im Juni 1928 wurde sie des schweren Diebstahls während ihrer Amtszeit verurteilt. Während des Census im Jahr 1925 in New York wurde folgendes festgestellt: Smith hat den Namen ihrer Stieftochter auf die Gehaltsliste gesetzt, die Gehaltsschecks dann selbst entgegengenommen, dabei die Vermerke gefälscht und das Geld für Kleidung ausgegeben.
Sie war der letzte Secretary of State von New York, welcher gewählt wurde. Nach der Neugliederung der Administration während der Regierungszeit des Gouverneurs von New York Alfred E. Smith wurde man von da an in das Amt ernannt, was bis heute so geblieben ist. Es dauerte 50 Jahren, bis die nächste Frau in einer Landeswahl in New York in ein politisches Amt gewählt wurde. Dabei handelte es sich um Mary Anne Krupsak, welche zum Vizegouverneur von New York gewählt wurde.
Smith verstarb 1949 im Marcy State Hospital in Marcy (New York) und wurde dann auf dem Oakwood Cemetery in Syracuse (New York) beigesetzt.